# Athlétisme aux Jeux méditerranéens de 1983
Navigation
Les épreuves d'athlétisme des Jeux méditerranéens de 1983 ont eu lieu  à Casablanca au Maroc.

## Résultats

### Hommes
| Épreuve           | Or                                                                            | Or              | Argent                                                                         | Argent          | Bronze                                                                          | Bronze          |
| ----------------- | ----------------------------------------------------------------------------- | --------------- | ------------------------------------------------------------------------------ | --------------- | ------------------------------------------------------------------------------- | --------------- |
| 100 m             | Pierfrancesco Pavoni Italie                                                   | 10 s 24         | Antoine Richard France                                                         | 10 s 26         | Stefano Tilli Italie                                                            | 10 s 29         |
| 200 m             | Pietro Mennea Italie                                                          | 20 s 30 w       | Jean-Jacques Boussemart France                                                 | 20 s 41 w       | Carlo Simionato Italie                                                          | 20 s 63 w       |
| 400 m             | Aldo Canti France                                                             | 45 s 29         | Hector Llatser France                                                          | 45 s 79         | Željko Knapić Yougoslavie                                                       | 45 s 95         |
| 800 m             | Saïd Aouita Maroc                                                             | 1 min 51 s 45   | Faouzi Lahbi Maroc                                                             | 1 min 51 s 63   | Colomán Trabado Espagne                                                         | 1 min 52 s 19   |
| 1 500 m           | Saïd Aouita Maroc                                                             | 3 min 39 s 19   | José Luis González Espagne                                                     | 3 min 59 s 59   | José Manuel Abascal Espagne                                                     | 3 min 39 s 64   |
| 5 000 m           | Alberto Cova Italie                                                           | 13 min 57 s 77  | Philippos Philippou Grèce                                                      | 13 min 59 s 37  | Antonio Prieto Espagne                                                          | 13 min 59 s 91  |
| 10 000 m          | Thierry Watrice France                                                        | 29 min 5 s 95   | Venanzio Ortis Italie                                                          | 29 min 12 s 89  | Luis Adsuara Espagne                                                            | 29 min 19 s 25  |
| Marathon          | Mehmet Terzi Turquie                                                          | 2 h 22 min 33 s | Ahmet Altun Turquie                                                            | 2 h 22 min 52 s | Honorato Hernández Espagne                                                      | 2 h 23 min 15 s |
| 3000 m steeple    | Joseph Mahmoud France                                                         | 8 min 19 s 29   | Domingo Ramón Espagne                                                          | 8 min 19 s 60   | Francisco Sánchez (en) Espagne                                                  | 8 min 20 s 67   |
| 110 m haies       | Javier Moracho Espagne                                                        | 13 s 54 w       | Carlos Sala Espagne                                                            | 13 s 55 w       | Daniele Fontecchio Italie                                                       | 13 s 64 w       |
| 400 m haies       | José Alonso Espagne                                                           | 50 s 96         | Carlos Azulay Espagne                                                          | 51 s 90         | Ahmed Abdel Halim Ghanem Égypte                                                 | 51 s 99         |
| Saut en hauteur   | Othmane Belfaa Algérie                                                        | 2,26 m          | Bernard Bachorz France                                                         | 2,26 m          | Franck Verzy France                                                             | 2,22 m          |
| Saut à la perche  | Patrick Abada France                                                          | 5,55 m          | Serge Leveur France                                                            | 5,30 m          | Mauro Barella et Viktor Drechsel Italie                                         | 5,10 m          |
| Saut en longueur  | Dimitrios Delifotis Grèce                                                     | 7,77 m          | Antonio Corgos Espagne                                                         | 7,75 m          | Marco Piochi Italie                                                             | 7,74 m w        |
| Triple saut       | Dimitrios Mihas Grèce                                                         | 16,70 m         | Dario Badinelli Italie                                                         | 16,50 m         | Christian Valétudié France                                                      | 16,33 m w       |
| Lancer du poids   | Jovan Lazarević Yougoslavie                                                   | 20,05 m         | Alessandro Andrei Italie                                                       | 19,61 m         | Vladimir Milić Yougoslavie                                                      | 19,40 m         |
| Lancer du disque  | Kostas Georgakopoulos Grèce                                                   | 62,58 m         | Mohamed Naguib Hamed Égypte                                                    | 61,24 m         | Marco Martino Italie                                                            | 58,72 m         |
| Lancer du marteau | Giampaolo Urlando Italie                                                      | 69,94 m         | Orlando Bianchini Italie                                                       | 68,58 m         | Nedjo Djurović Yougoslavie                                                      | 67,16 m         |
| Lancer du javelot | Agostino Ghesini Italie                                                       | 79,28 m         | Michel Bertimon France                                                         | 78,12 m         | Tarek Chaabani Tunisie                                                          | 73,28 m         |
| Décathlon         | Joško Vlašić Yougoslavie                                                      | 7 440 points    | Hubert Indra Italie                                                            | 7 314 points    | Mohamed Bensaad Algérie                                                         | 7 197 points    |
| 20 km marche      | Maurizio Damilano Italie                                                      | 1 h 23 min 19 s | Gérard Lelièvre France                                                         | 1 h 24 min 32 s | Sergio Spagnulo Italie                                                          | 1 h 27 min 54 s |
| 4 × 100 m         | Italie Stefano Tilli Carlo Simionato Pierfrancesco Pavoni Pietro Mennea       | 38 s 76         | France Thierry François Marc Gasparoni Antoine Richard Jean-Jacques Boussemart | 39 s 54         | Grèce Angelos Angelidis Theódoros Gatzios Nikólaos Hatzinicolaou Kosmas Stratos | 40 s 31         |
| 4 × 400 m         | France Jean-Jacques Février Hector Llatser Jean-Jacques Boussemart Aldo Canti | 3 min 4 s 38    | Italie Roberto Ribaud Donato Sabia Mauro Zuliani Daniele D'Amico               | 3 min 4 s 54    | Espagne Isidoro Hornillos Benjamín González José Alonso Ángel Heras             | 3 min 6 s 54    |

### Femmes
| Épreuve           | Or                                                                                 | Or             | Argent                                                                    | Argent                                                    | Bronze                                                                           | Bronze        |
| ----------------- | ---------------------------------------------------------------------------------- | -------------- | ------------------------------------------------------------------------- | --------------------------------------------------------- | -------------------------------------------------------------------------------- | ------------- |
| 100 mètres        | Rose-Aimée Bacoul France                                                           | 11 s 19        | Marisa Masullo Italie                                                     | 11 s 47                                                   | Marie-France Loval France                                                        | 11 s 62       |
| 200 mètres        | Rose-Aimée Bacoul France                                                           | 22 s 67 w      | Liliane Gaschet France                                                    | 22 s 97 w                                                 | Marisa Masullo Italie                                                            | 23 s 12 w     |
| 400 mètres        | Raymonde Naigre France                                                             | 52 s 78        | Erica Rossi Italie                                                        | 53 s 83                                                   | Cosetta Campana Italie                                                           | 54 s 52       |
| 800 mètres        | Nathalie Thoumas France                                                            | 2 min 07 s 06  | Slobodanka Čolović Yougoslavie                                            | 2 min 07 s 34                                             | Mirela Šket Yougoslavie                                                          | 2 min 07 s 70 |
| 1 500 mètres      | Agnese Possamai Italie                                                             | 4 min 13 s 58  | Marica Mršic Yougoslavie                                                  | 4 min 15 s 04                                             | Gloria Pallé Espagne                                                             | 4 min 18 s 69 |
| 3 000 mètres      | Agnese Possamai Italie                                                             | 9 min 15 s 64  | Marica Mršic Yougoslavie                                                  | 9 min 17 s 13                                             | Pilar Fernández Espagne                                                          | 9 min 24 s 96 |
| 100 mètres haies  | Michèle Chardonnet France                                                          | 13 s 21        | Elisavet Pantazi Grèce                                                    | 13 s 42                                                   | Marie-Noëlle Savigny France                                                      | 13 s 44       |
| 400 mètres haies  | Nawal El Moutawakel Maroc                                                          | 56 s 59        | Giuseppina Cirulli Italie                                                 | 58 s 48                                                   | Mojca Šavle Yougoslavie                                                          | 59 s 41       |
| Saut en hauteur   | Maryse Éwanjé-Épée France                                                          | 1,89 m         | Biljana Bojović et Lidija Lapajne (Benedetič) Yougoslavie                 | Biljana Bojović et Lidija Lapajne (Benedetič) Yougoslavie | Biljana Bojović et Lidija Lapajne (Benedetič) Yougoslavie                        | 1,86 m        |
| Saut en longueur  | Snežana Dančetović Yougoslavie                                                     | 6,30 m         | Naïma Benboubker Maroc                                                    | 5,95 m                                                    | Antonella Capriotti Italie                                                       | 5,94 m        |
| Lancer du poids   | Soultana Saroudi Grèce                                                             | 18,01 m        | Simone Créantor France                                                    | 16,36 m                                                   | Souad Malloussi Maroc                                                            | 15,30 m       |
| Lancer du disque  | Isabelle Accambray France                                                          | 53,70 m        | Catherine Beauvais France                                                 | 53,62 m                                                   | Renata Scaglia Italie                                                            | 53,34 m       |
| Lancer du javelot | Anna Verouli Grèce                                                                 | 61,62 m        | Fausta Quintavalla Italie                                                 | 59,08 m                                                   | Nadine Schoellkopf France                                                        | 52,54 m       |
| Heptathlon        | Chérifa Meskaoui Maroc                                                             | 5 498 points w | Dalila Tayebi Algérie                                                     | 5 456 points                                              | Esmeralda Pecchio Italie                                                         | 5 379 points  |
| 4 × 100 mètres    | France Rose-Aimée Bacoul Marie-France Loval Marie-Christine Cazier Liliane Gaschet | 43 s 36        | Italie Mary Busato Daniela Ferrian Marisa Masullo Gisella Trombin         | 44 s 79                                                   | Maroc Nawal El Moutawakil Fatima Salahi Fatima Braiz Naïma Benboubker            | 46 s 69       |
| 4 × 400 mètres    | Italie Cosetta Campana Giuseppina Cirulli Letizia Magenti Erica Rossi              | 3 min 33 s 63  | France Liliane Gaschet Liliane Couédriau Raymonde Naigre Nathalie Thoumas | 3 min 35 s 41                                             | Yougoslavie Elizabeta Božinovska Katica Mataković Slobodanka Čolović Mirela Šket | 3 min 37 s 87 |